# Museu d'Art Philbrook
El Museu d'Art Philbrook (Philbrook Museum of Art) és un museu d'art amb amplis jardins situat a Tulsa, Oklahoma. El museu, que es va inaugurar el 1939, es troba en una antiga vil·la dels anys 20, "Villa Philbrook", la llar del pioner del petroli d'Oklahoma Waite Phillips i la seva dona Genevieve. Amb nou col·leccions d'art d'arreu del món i que abasten diversos mitjans i estils artístics, la col·lecció se centra en l'art nadiu americà amb cistelleria, ceràmica, pintures i joies.

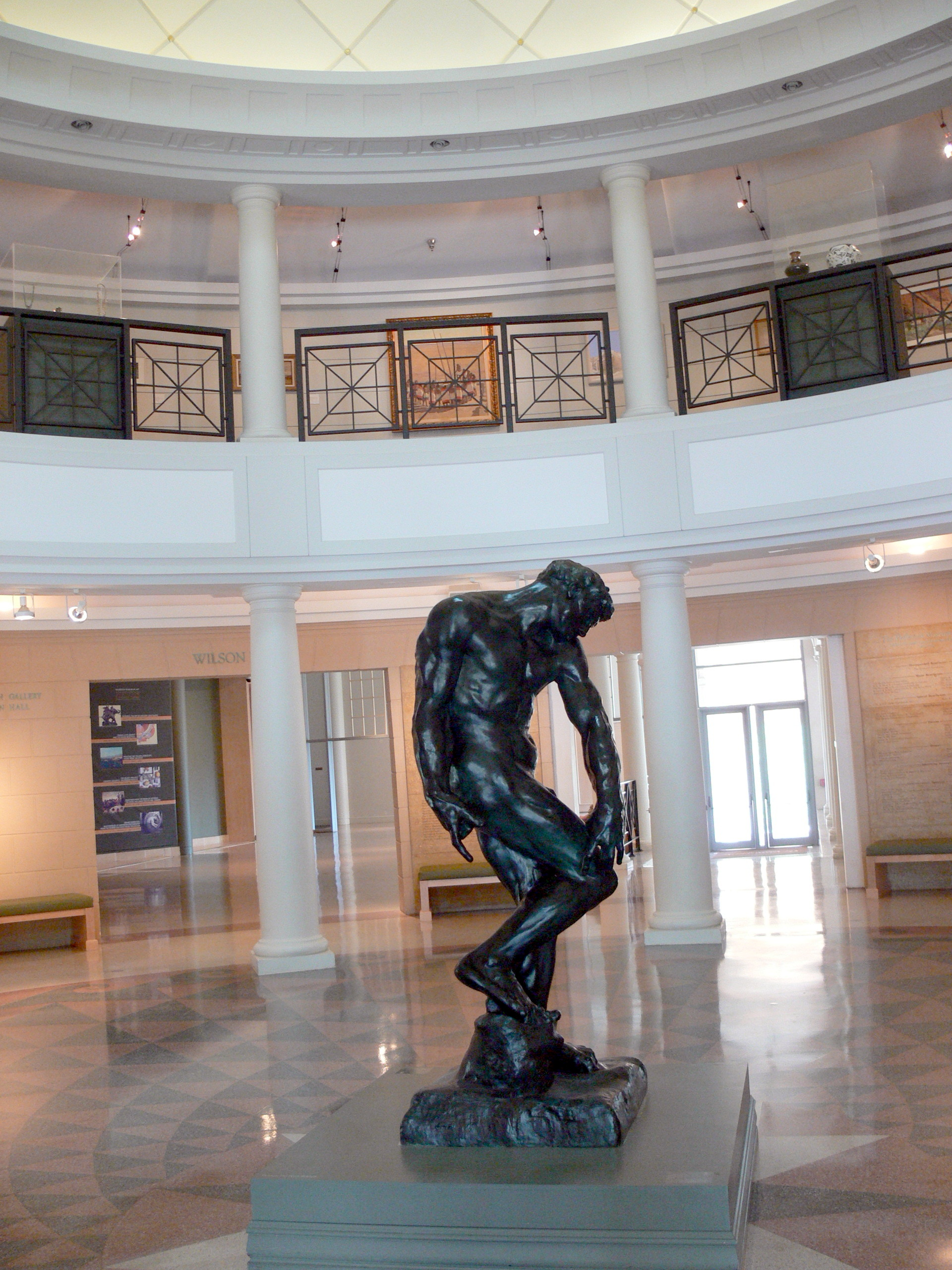
Rotonda del Museu d'Art de Philbrook

El Museu d'Art Philbrook, sota la direcció del seu primer director, Eugene Kingman, va obrir les portes al públic el 25 d'octubre de 1939 amb una col·lecció d'art permanent formada per obres de la Tulsa Art Association i Villa Philbrook. El 1940, es van iniciar classes d'art d'estudi i un programa itinerant per a nens de l'escola l'any següent que va donar lloc a l'addicció d'un Museu dels nens el 1949. L'any 1969 es va construir una nova ala del museu com a resposta a l'augment de la demanda de classes d'art d'estudi, però l'ús d'aquest espai ha canviat des de llavors. El museu d'art va viure un moment econòmic difícil als anys vuitanta i un renaixement als anys noranta. El nom va canviar de Philbrook Art Center a The Philbrook Museum of Art l'any 1987 quan es va acreditar per primera vegada. El 2009, després d'un procés de dos anys, Philbrook va ser reacreditat per l'Aliança Americana de Museus (AAM), un dels 286 museus d'art i 775 museus en total dels 17.500 museus estimats als Estats Units.

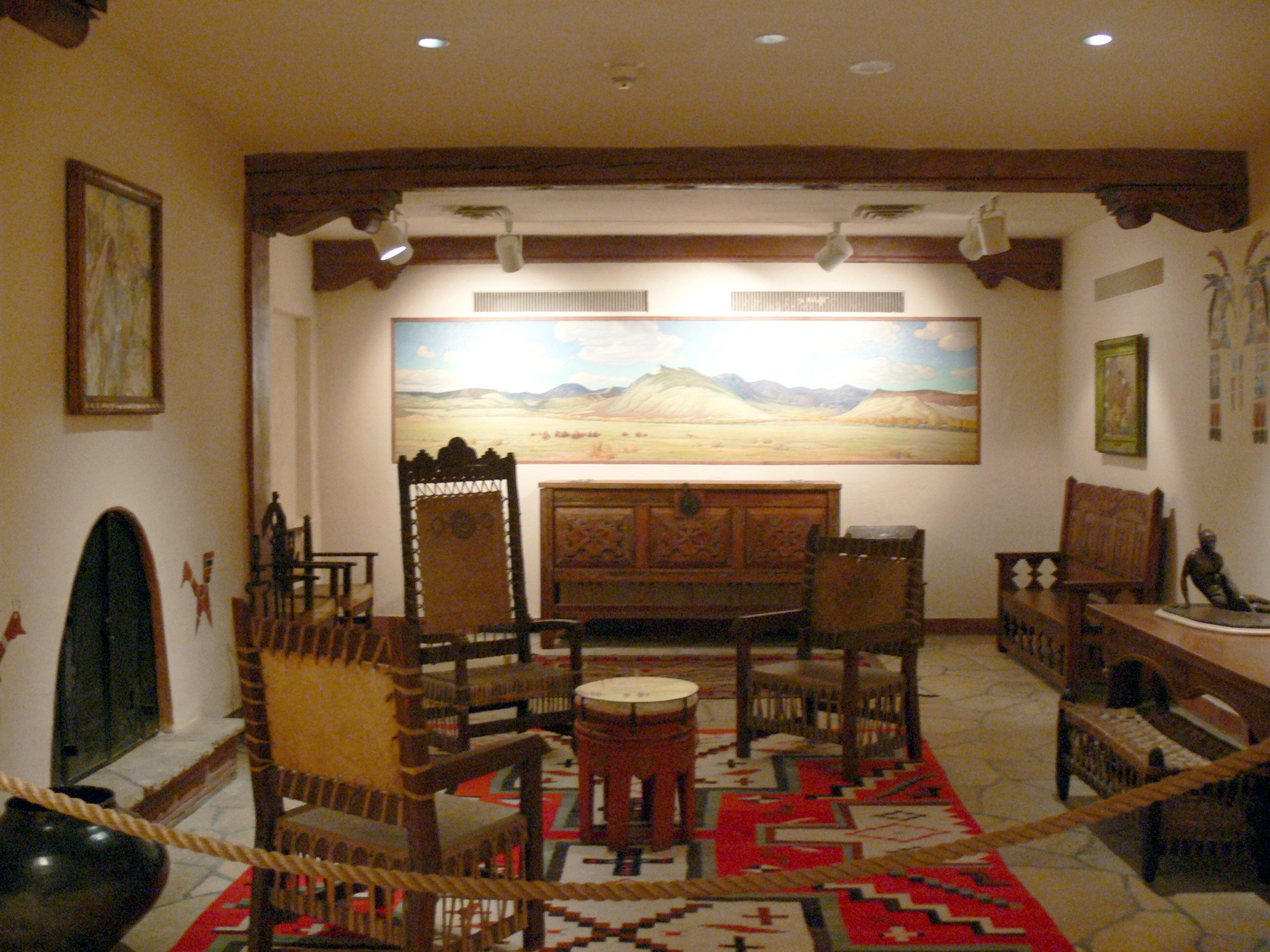
Sala Santa Fe

El 1990, el museu es va ampliar amb la incorporació dels 6.500 m² de Kravis Wing que incloïa espai per a una galeria d'exposicions especials, una rotonda d'entrada pública, una escola del museu, una biblioteca, una zona de restaurant amb capacitat per a 100 persones, una botiga del museu ampliada i un espai per a esdeveniments. El Williams Conference Center té capacitat per 75-80 persones i el Patti Johnson Wilson Hall, una sala d'espectacles d'auditori, té capacitat per a 236 persones. El 14 de juny de 2013, Philbrook va obrir Philbrook Downtown, una instal·lació satèl·lit al Brady Arts District de Tulsa. Amb 2.800 m² dedicats a l'art modern, contemporani i nadiu americà, les obres exposades incloïen peces d'artistes notables del segle xx, com Willem de Kooning, Robert Rauschenberg, Clyfford Still i Georgia O'Keeffe. El nivell superior de la instal·lació comptava amb la Col·lecció Eugene B. Adkins i el Centre d'Estudis Adkins. El 2020, el satèl·lit es va tancar per donar pas al Bob Dylan Center.
La col·lecció permanent del museu inclou art i disseny europeu, nord-americà, nadiu americà, modern i contemporani, africà, asiàtic i antiguitats. La col·lecció ha crescut constantment amb els regals de ceràmica i cistelleria dels indis americans de Clark Field a partir de 1942 i la col·lecció de Roberta Campbell Lawson el 1947. Mentre que la col·lecció americana i europea va rebre un impuls de Laura Rutherford Clubb, que va donar pintures el 1947, i més donacions de la Fundació Samuel H. Kress el 1961 de pintures i escultures del Renaixement italià. Les col·leccions asiàtiques, africanes i d'antiguitats es van millorar amb generosos regals de George H. Taber, Pete i Velma Gillert i Lawrence i Herbert Gussman durant les tres dècades següents. Avui la col·lecció inclou obres de Giovanni Bellini, William-Adolphe Bouguereau, William Merritt Chase, Leonardo Drew, Arturo Herrera, Charles Loloma, Maria Martinez, Thomas Moran, Pablo Picasso, Fritz Scholder, Tanzio da Varallo, Rachel Whiteread, Kehinde Wiley i Andrew Wyeth. La col·lecció Eugene B. Adkins de pintura, ceràmica i joieria dels nadius americans es comparteix amb el Museu d'Art Fred Jones Jr.

## Edifici

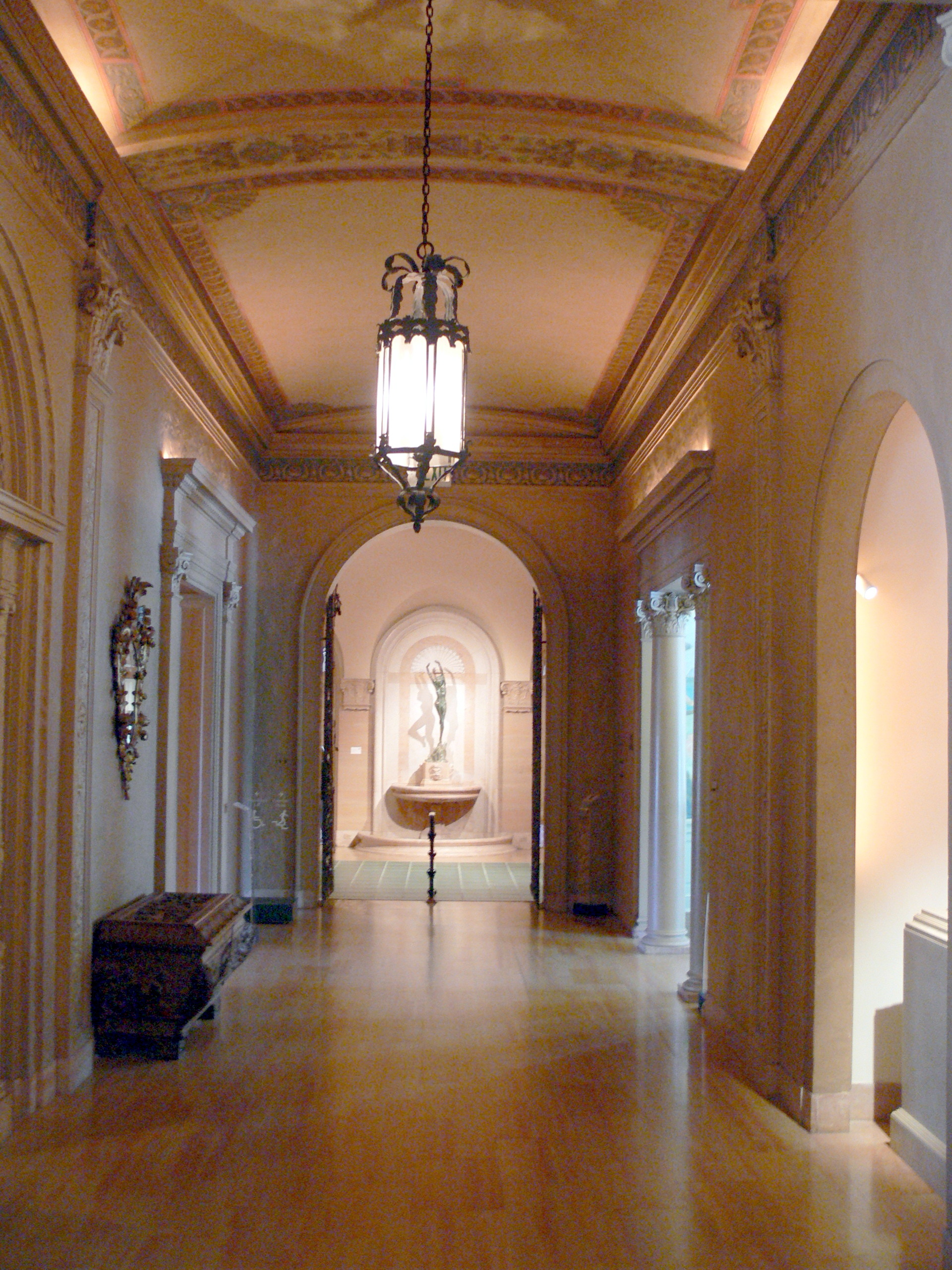
Philbrook Museum of Art Gallery

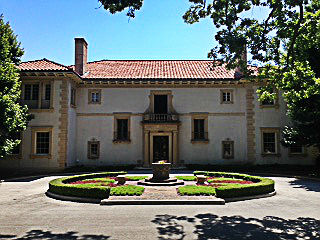
Façana principal de Villa Philbrook

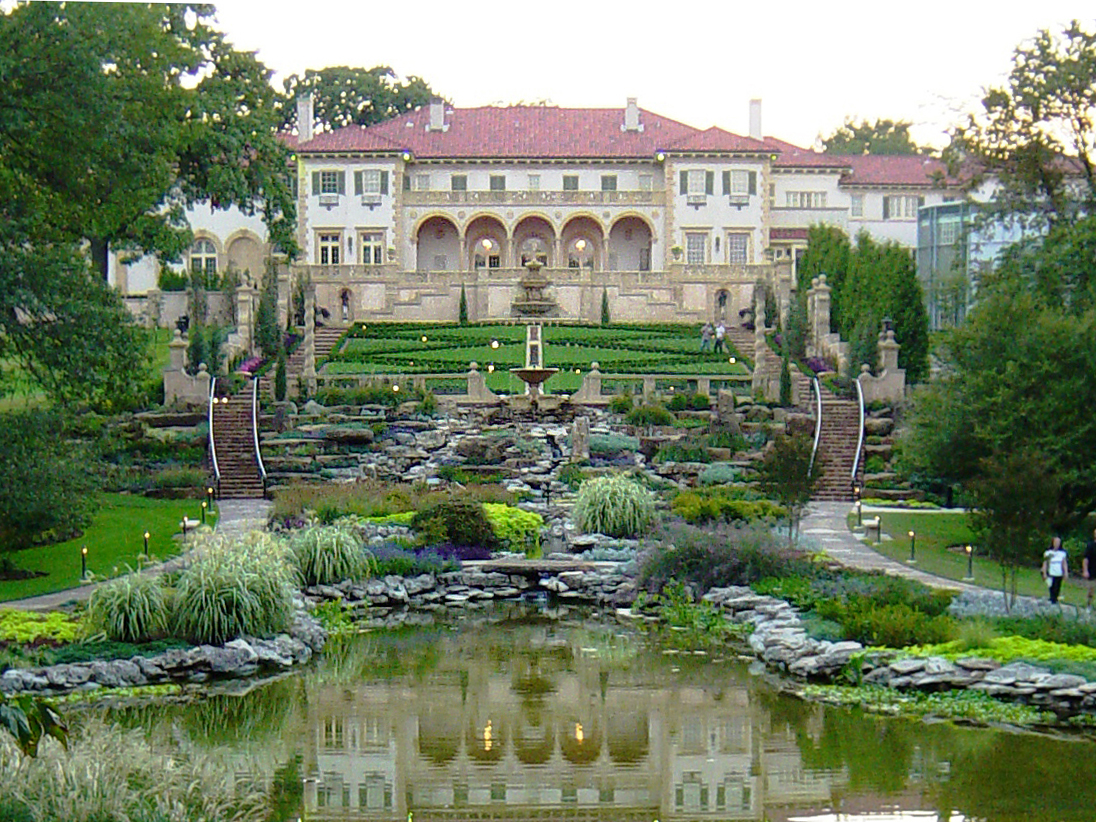
Vistes al jardí de la vil·la

L'estructura original del museu és la d'una vil·la renaixentista italiana que va ser l'antiga casa del pioner del petroli d'Oklahoma Waite Phillips i la seva dona Genevieve. Phillips va encarregar a l'arquitecte de Kansas City Edward Buehler Delk el disseny de la mansió el 1926; la construcció va començar el mateix any per la John Long Company de Kansas City i es va completar l'any següent. Anomenada "Villa Philbrook", la mansió de tres pisos es va construir amb acer i un marc de formigó armat que va provocar una remodelació mínima per transformar la vil·la en un museu d'art. L'exterior de la casa és d'estuc que inclou marbre blanc mòlt fent que brilli. Les cantonades estan encaixades amb pedra calcària de Kasota, extreta a Minnesota, que s'assembla al travertí italià. Aquesta pedra també decora les portes i finestres. A la part posterior de la casa, una loggia que mostra cinc arcs amb columnes corínties, destaca una terrassa amb vistes als jardins formals. El sostre té un ràfec ample i està cobert amb rajoles italianes de grans dimensions.
L'interior de la mansió comptava amb 72 habitacions decorades amb xemeneies i fonts de travertí i marbre, terres de teca, noguera i roure i sostres ornamentats que recordaven les vil·les italianes. Les estances principals de la casa es trobaven a la planta baixa. La mansió està centrada pel vestíbul d'entrada, emmarcat per una doble escala, que desemboca directament al vestíbul de recepció. La sala està separada per un passadís creuat lleugerament elevat amb un sostre de volta de creueria pintat amb dissenys renaixentistes italians, definits encara més per columnes corínties retorçades i ferro. Les característiques principals de la sala de recepció són les bigues i la pantalla perforada que semblen ser de fusta, però en realitat són guix pintat. Flanquejant els vestíbuls d'entrada i de recepció i s'hi accedeix pel passadís transversal hi ha el menjador i la biblioteca a l'esquerra i les sales d'estar i música a la dreta. El menjador i les sales d'estar presenten sostres enteixinats molt tallats, i la biblioteca amb panells de fusta està centrada per una lluminària de globus que reprodueix un mapa de l'època de Leonardo da Vinci. L'àmplia sala de música es destaca per un mural amb aletes de cabells enganxats amb vestits grecs que il·lustra quatre tempos musicals: scherzo, andante, rondó i allegro.
A l'ala de la dreta del bloc principal de la casa hi havia un solàrium i a l'esquerra l'ala de servei que incloïa la cuina i la cambra dels servents. Al segon pis hi havia les habitacions privades del Phillip que contenien quatre habitacions familiars, cadascuna amb un bany, vestidor i porxo per dormir, i dues habitacions d'hostes. Una escala situada entre el rebedor i el menjador accedia al pis inferior que condueix a les sales del sud-oest i al garatge. El 1938, els Phillips van donar Villa Philbrook i els seus jardins circumdants a la ciutat de Tulsa, amb l'esperança que la finca s'utilitzi amb finalitats artístiques i culturals. Si bé les sales principals del primer pis van quedar pràcticament intactes, la resta de l'espai s'ha remodelat per al seu ús com a institució pública.

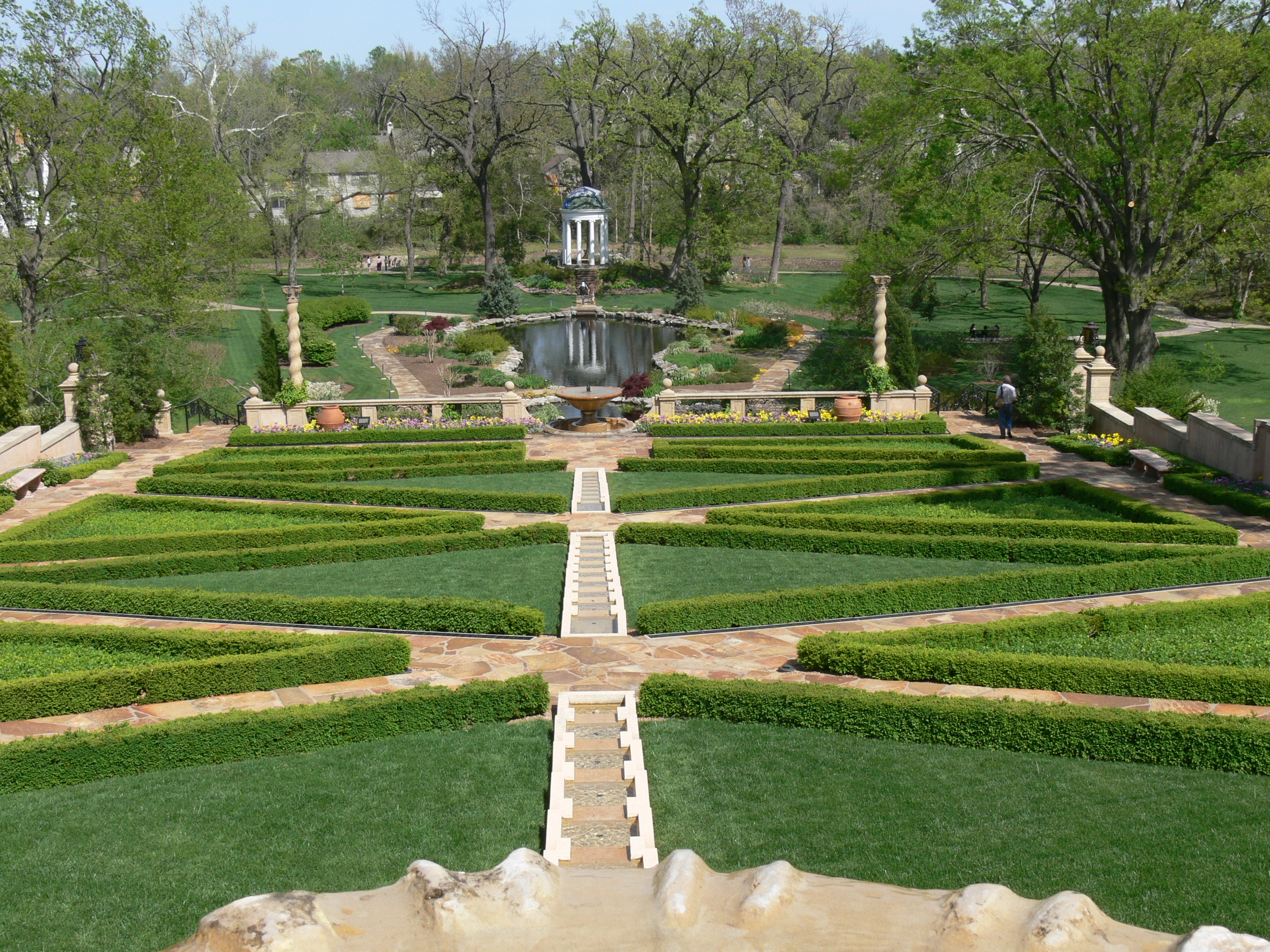
Jardins formals

## Jardins
El museu està situat en 93.000 m² de jardins formals i informals. Dissenyats originalment per Hare &amp; Hare, els amplis terrenys contenen jardins inspirats en Villa Lante, una finca italiana al nord de Roma dissenyada per Giacomo Barozzi da Vignola el 1566. Els jardins formals, amb els seus rierols i camins diagonals que uneixen la mansió amb la piscina rústica de sota, adornats amb un tempietto clàssic, formen part del disseny i construcció originals. Al sud de la finca els jardins que s'estenen fins a la casa d'estiueig es van concebre posteriorment i es van acabar l'any 2004. Compten amb plantes autòctones d'Oklahoma i un rierol reformat. L'escultura de bronze de Barry Flanagan, Thinker on a Rock, es troba en aquesta secció.

## Col·lecció

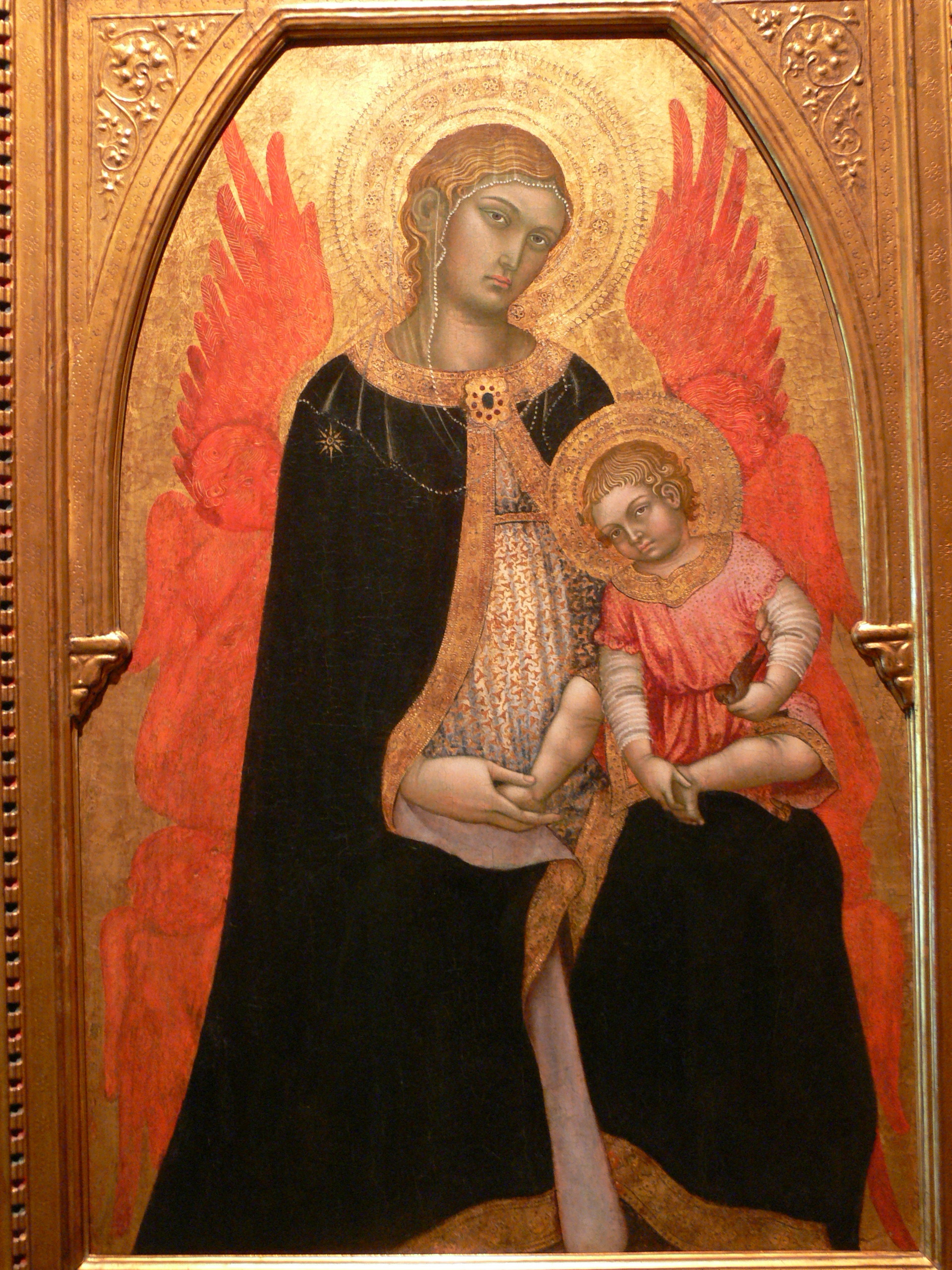
Taddeo di Bartolo, Mare de Déu i el nen (c. 1410)
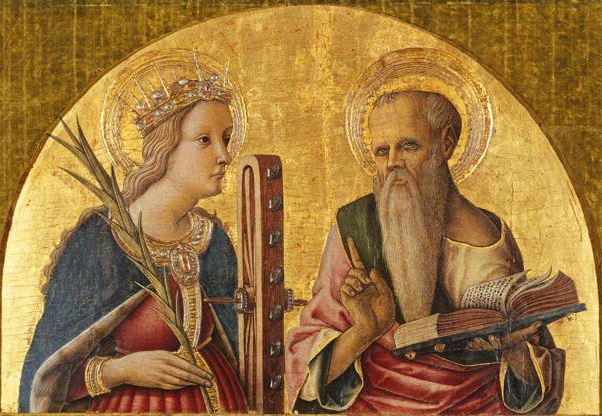
Carlo Crivelli, Santa Caterina d'Alexandria i Girolamo (1470)
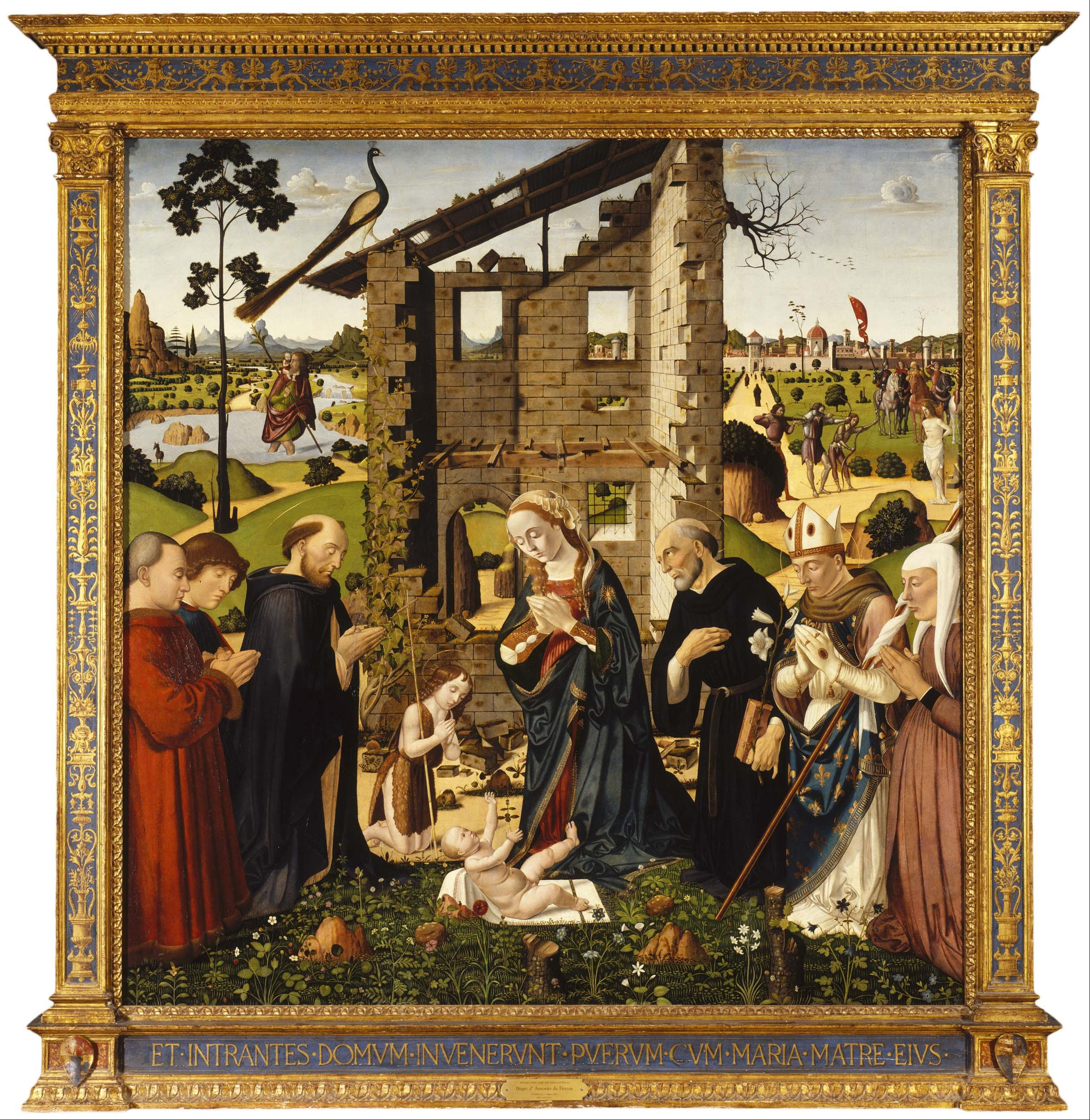
Biagio d'Antonio, L'adoració del nen amb sants i donants (c. 1476)
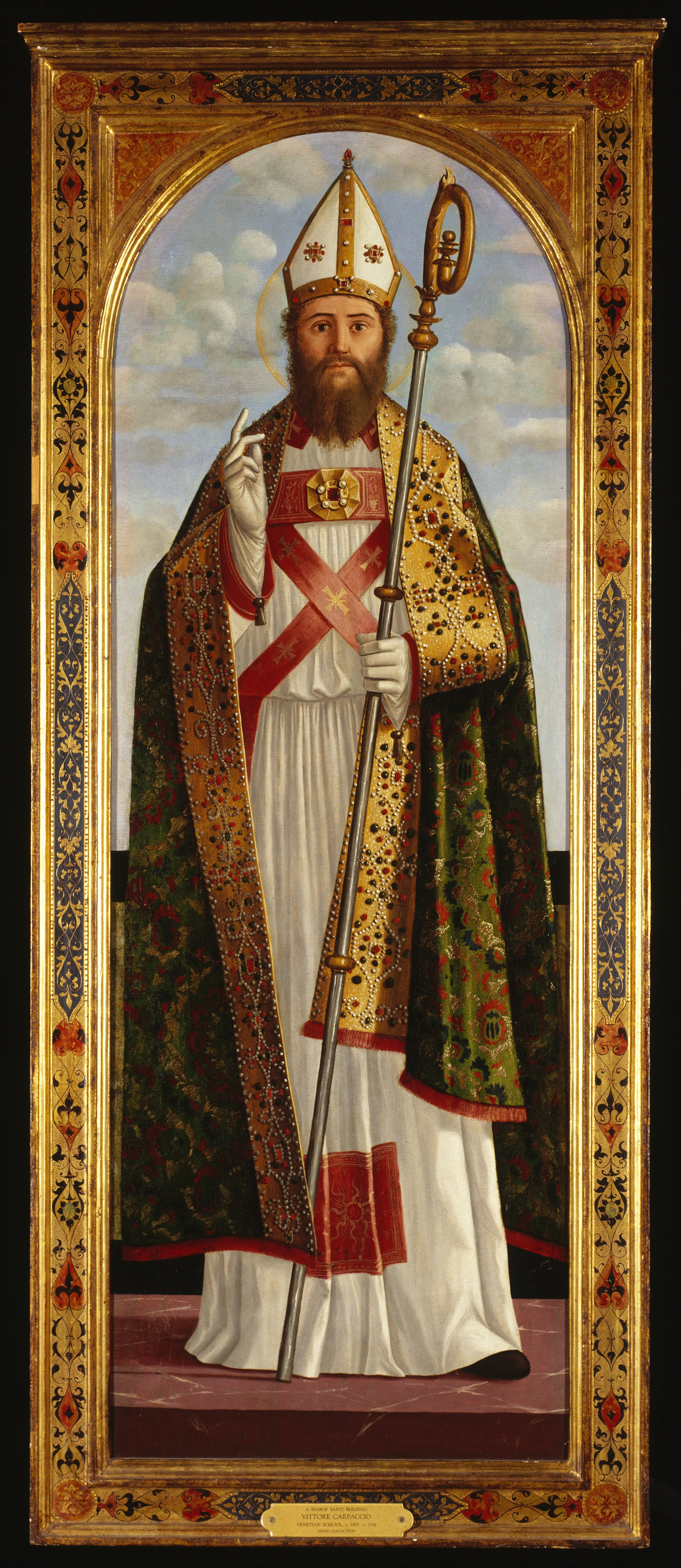
Vittore Carpaccio, Una benedicció del sant bisbe (1514)
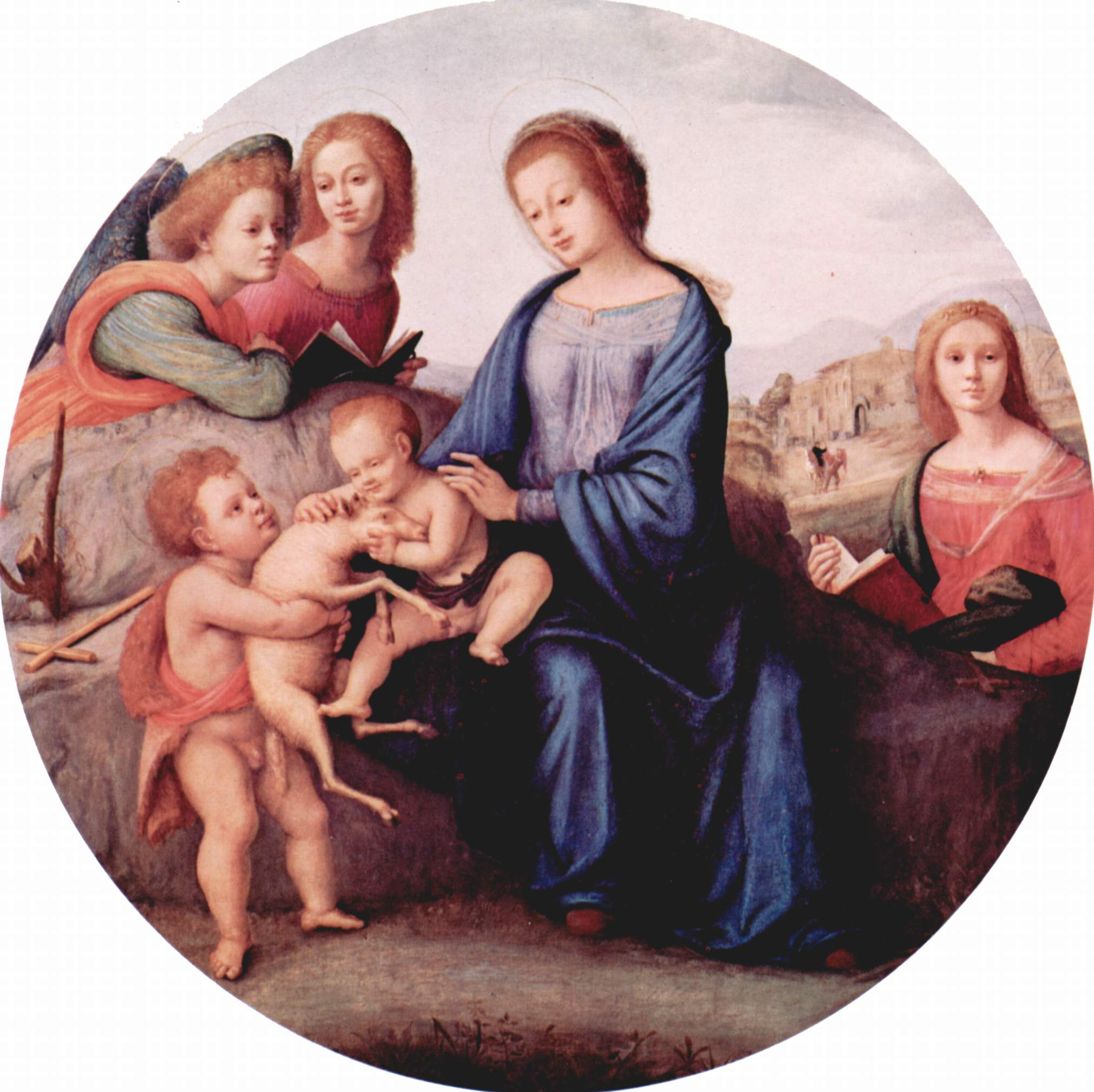
Piero di Cosimo, Mare de Déu i el nen amb sants i àngels (c. 1520)
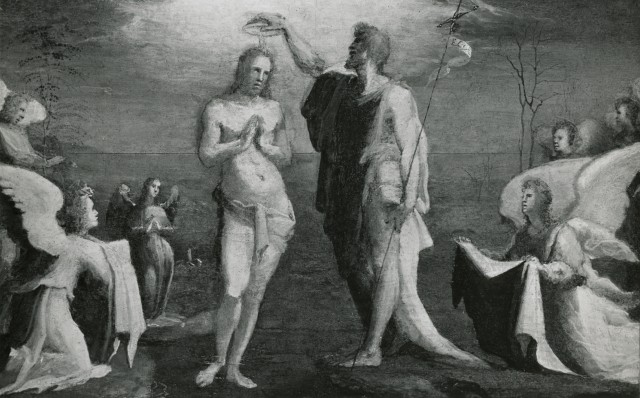
Domenico di Pace Beccafumi, El baptisme de Crist (1528)
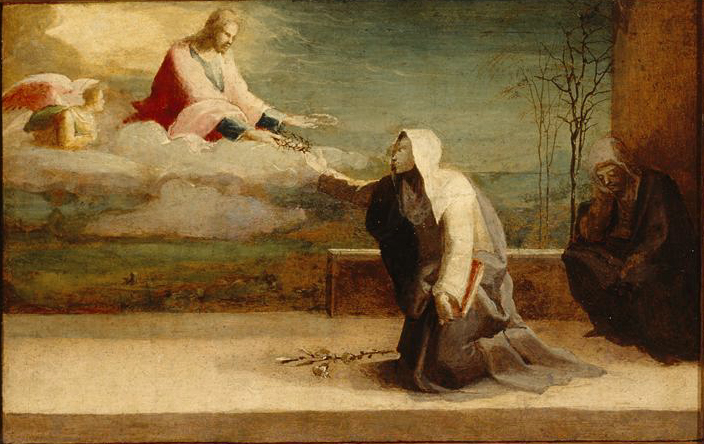
Domenico di Pace Beccafumi, Visió de Santa Caterina de Siena (1528)
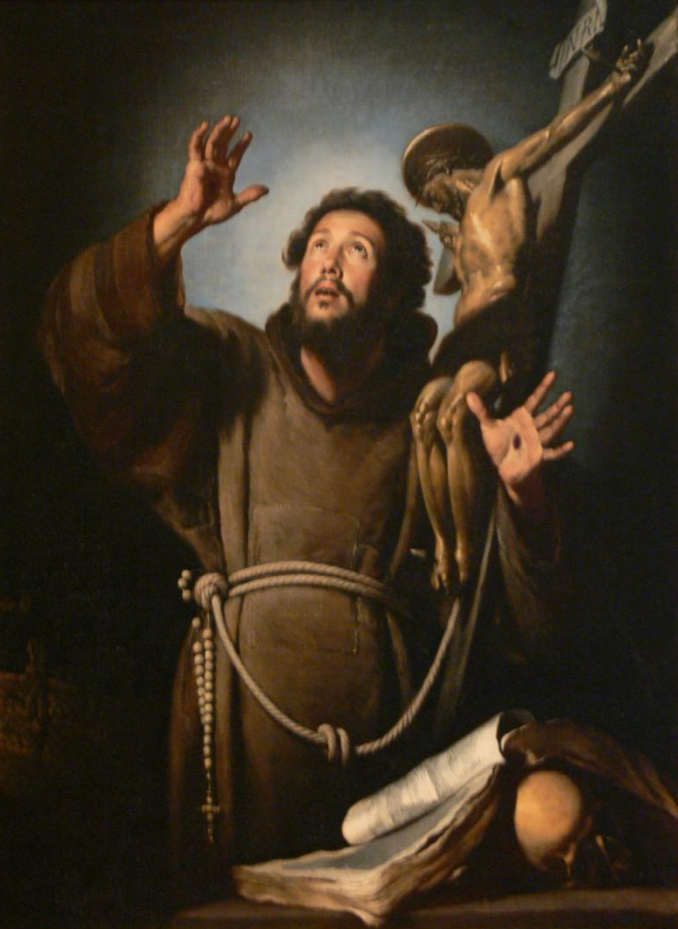
Bernardo Strozzi, Sant Francesc en èxtasi (c. 1618-1620)
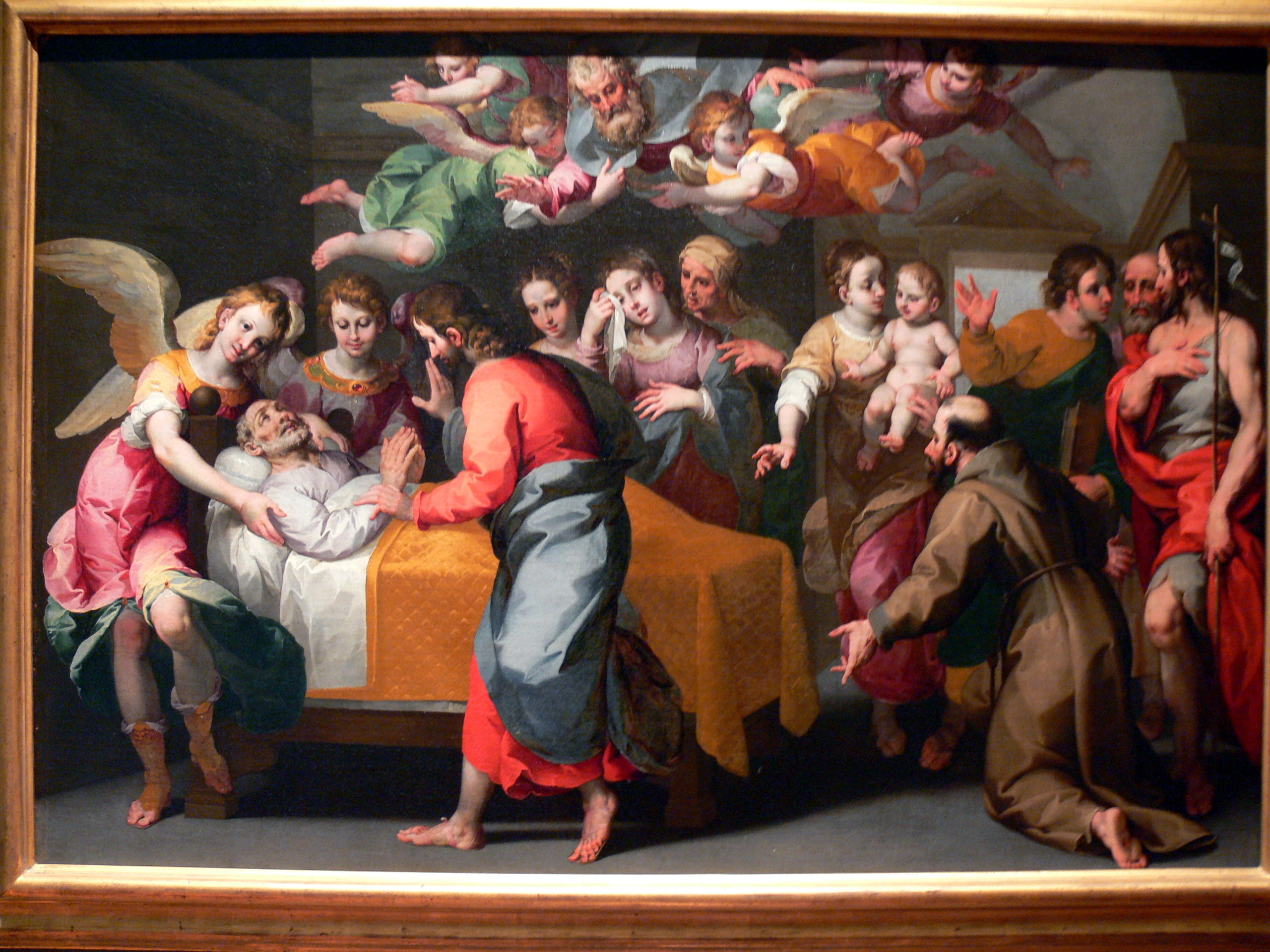
Simone Barabino, La mort de Sant Josep (1620)
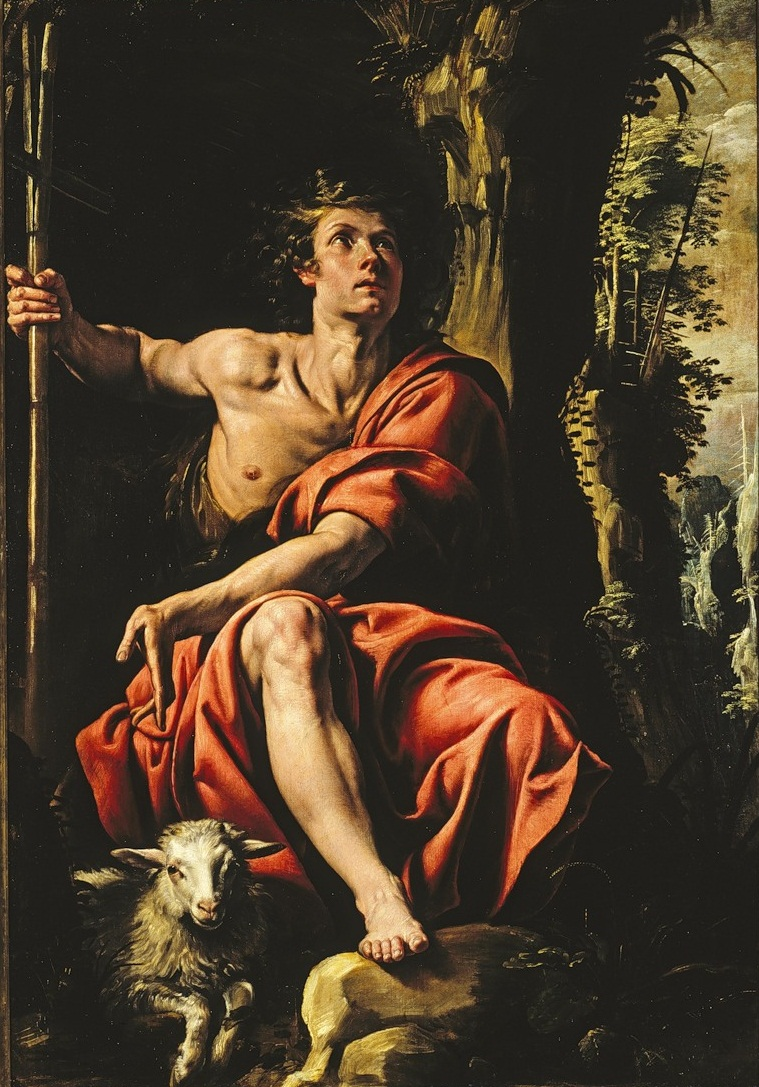
Tanzio da Varallo, Sant Joan Baptista al desert (c. 1627-1629)
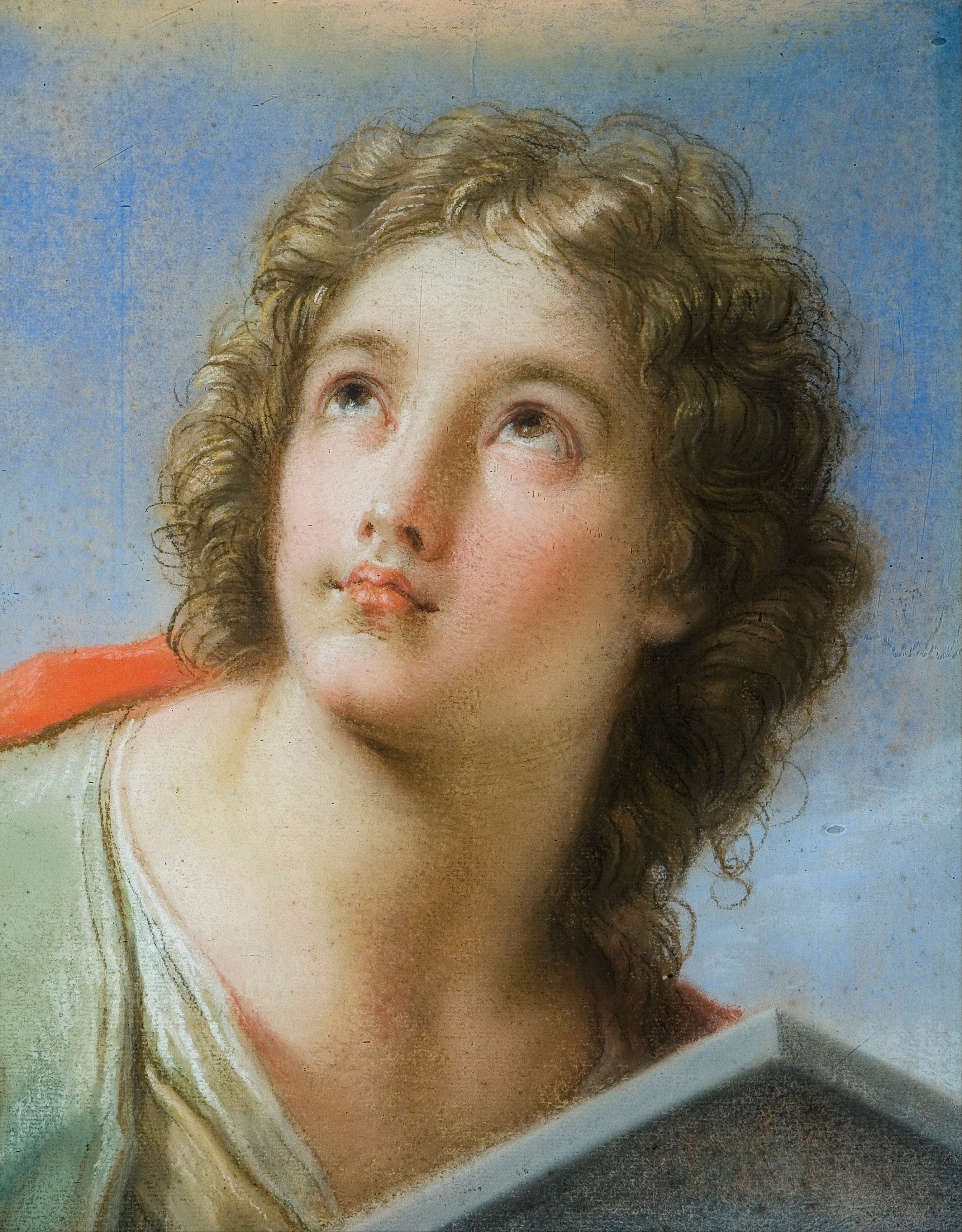
Benedetto Luti, Sant Joan Evangelista (1712)
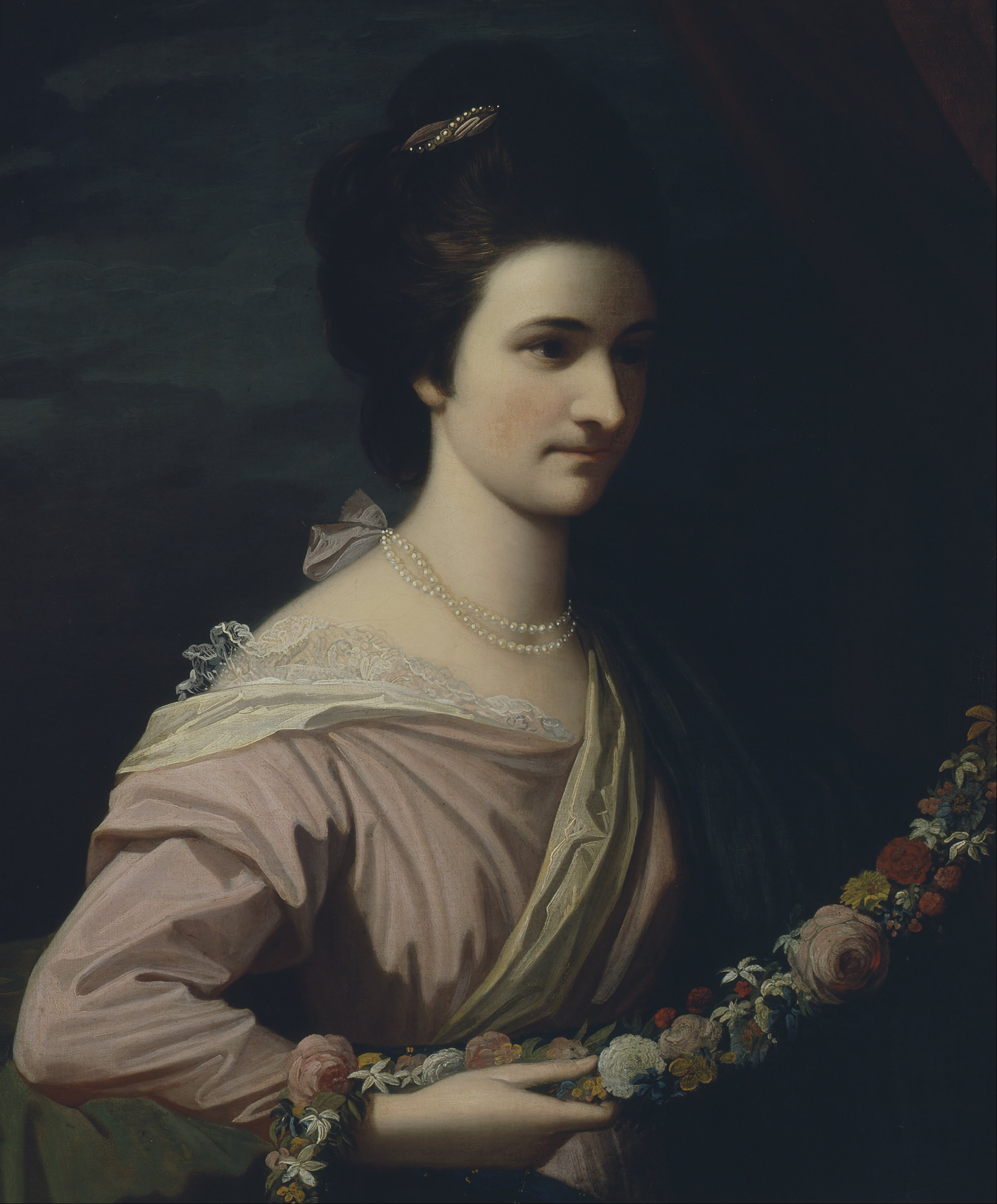
Benjamin West, Miss Elizabeth Milward (1770)
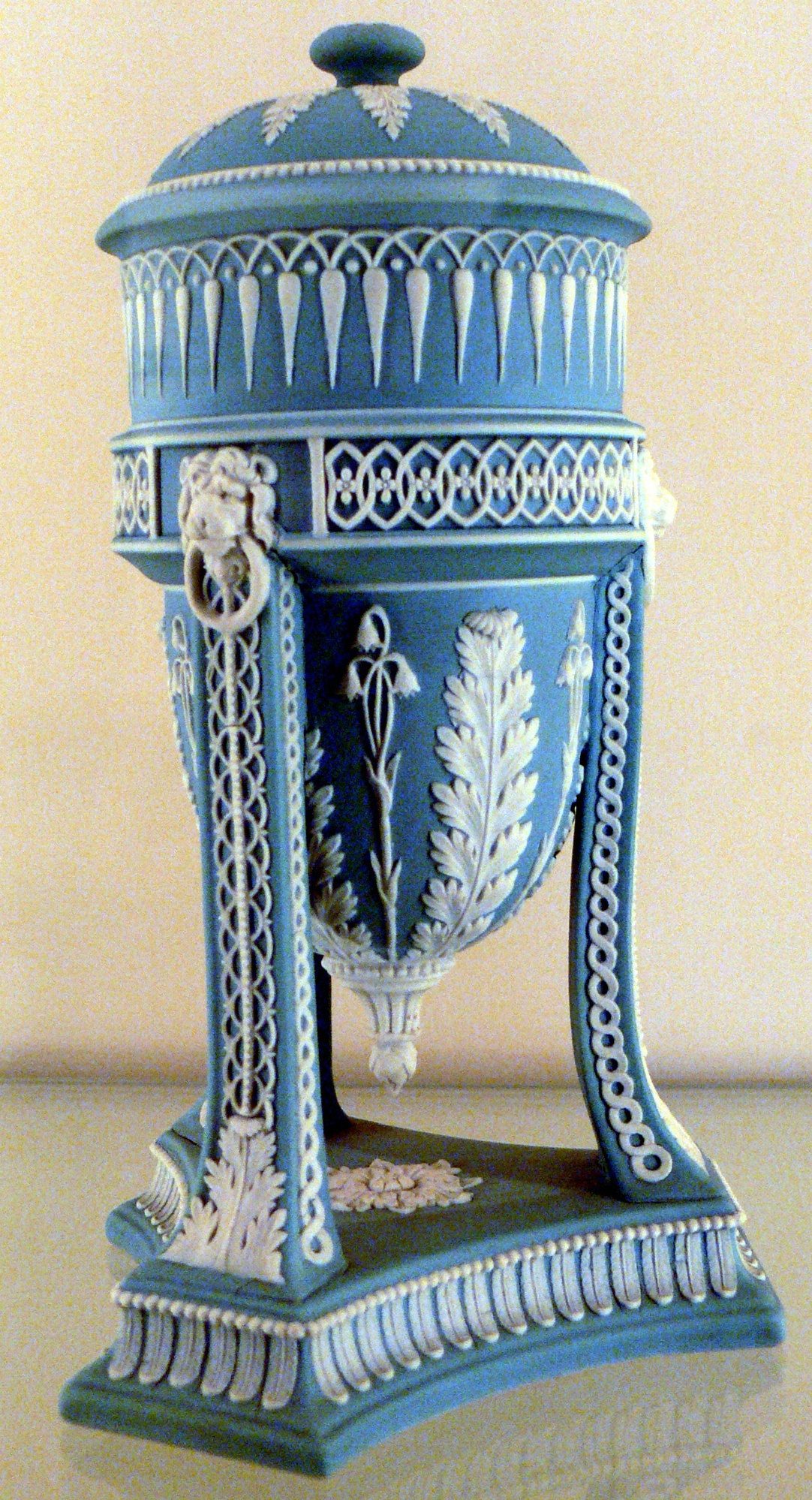
Gerro de porcellana Wedgewood (c. 1820)
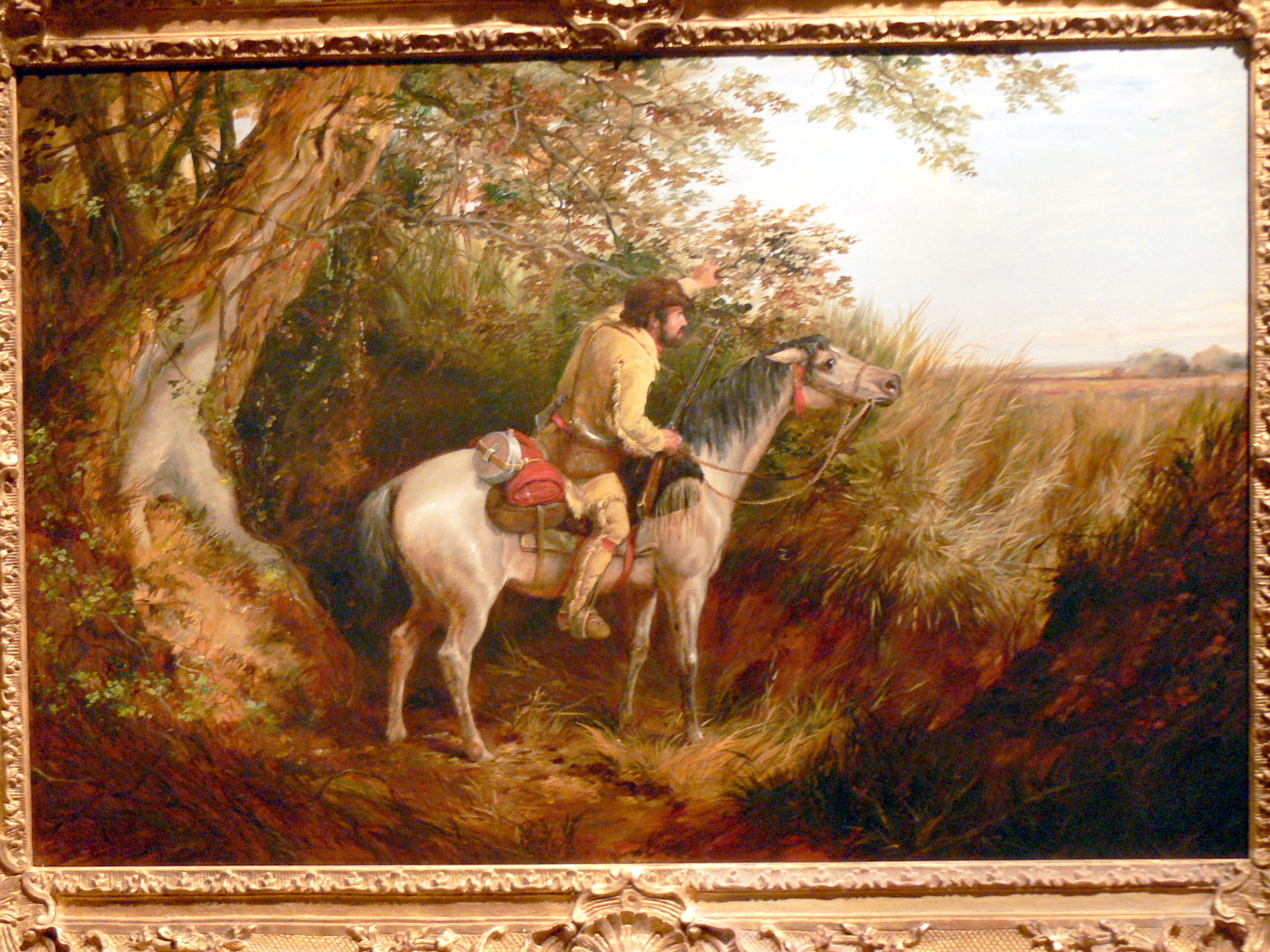
Arthur Fitzwilliam Tait, Caçador mirant cap a fora (1853)
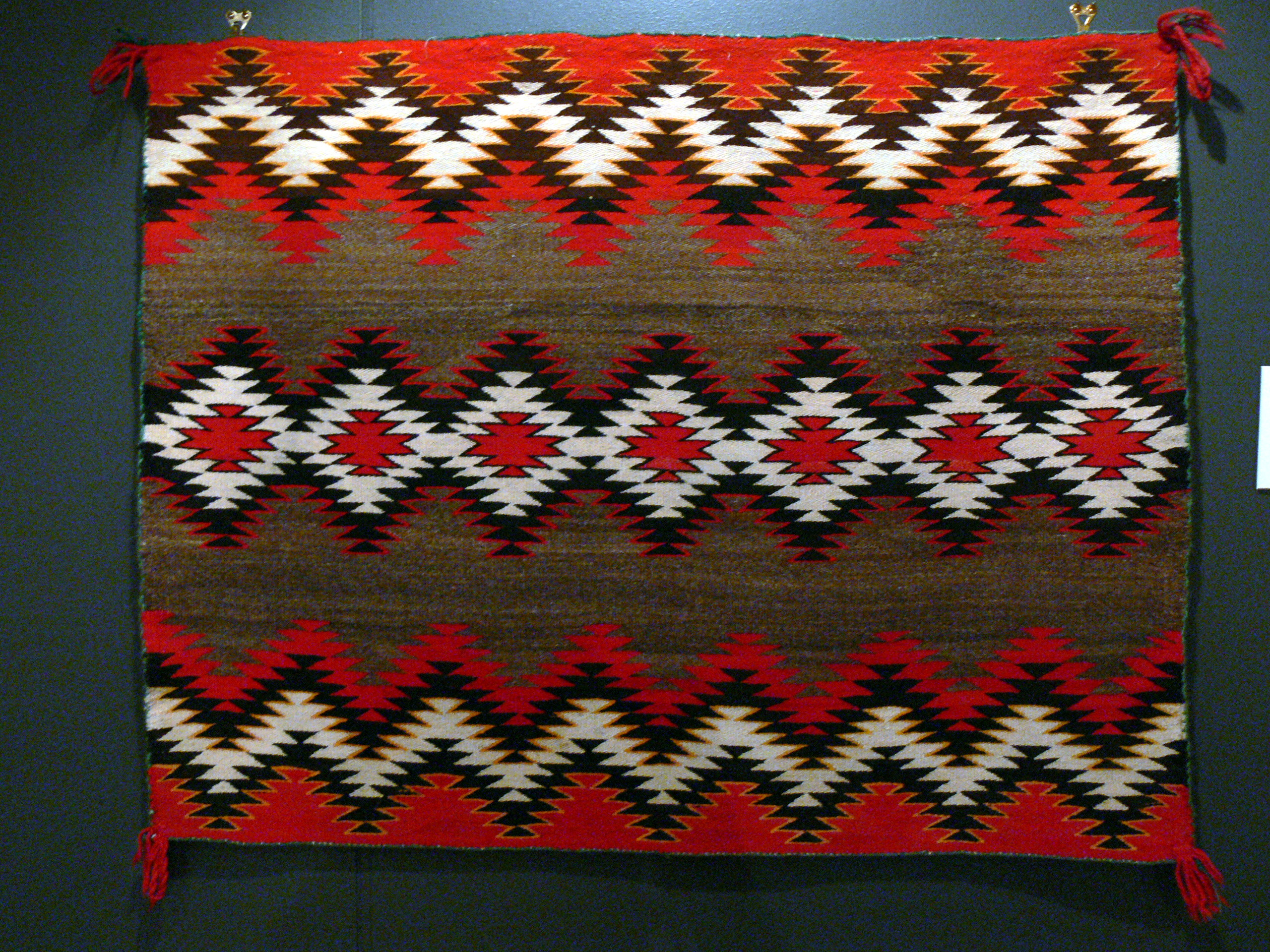
Manta de cadira individual de gent navajo (dècada de 1880)
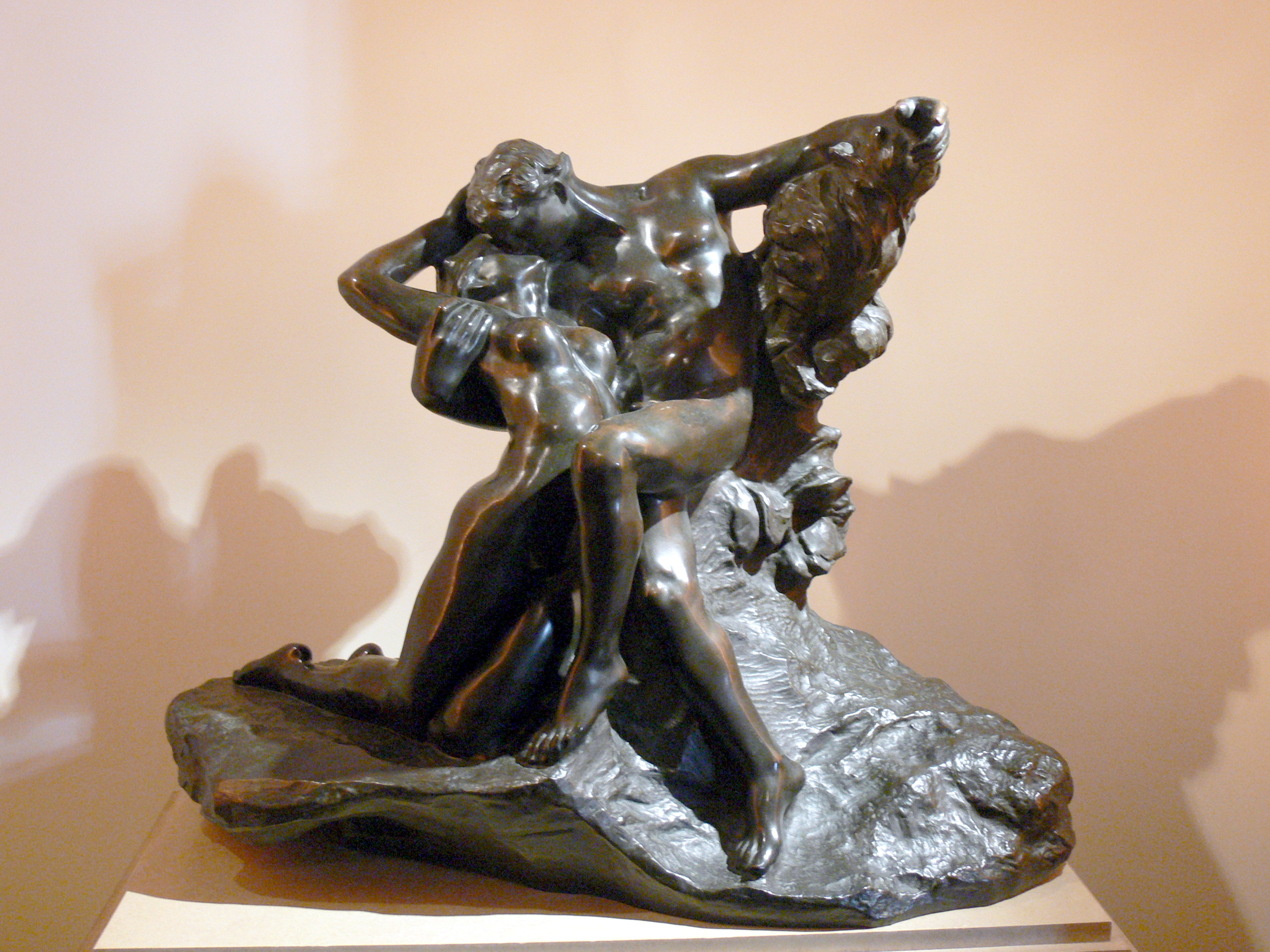
Auguste Rodin, Eterna primavera (1884)
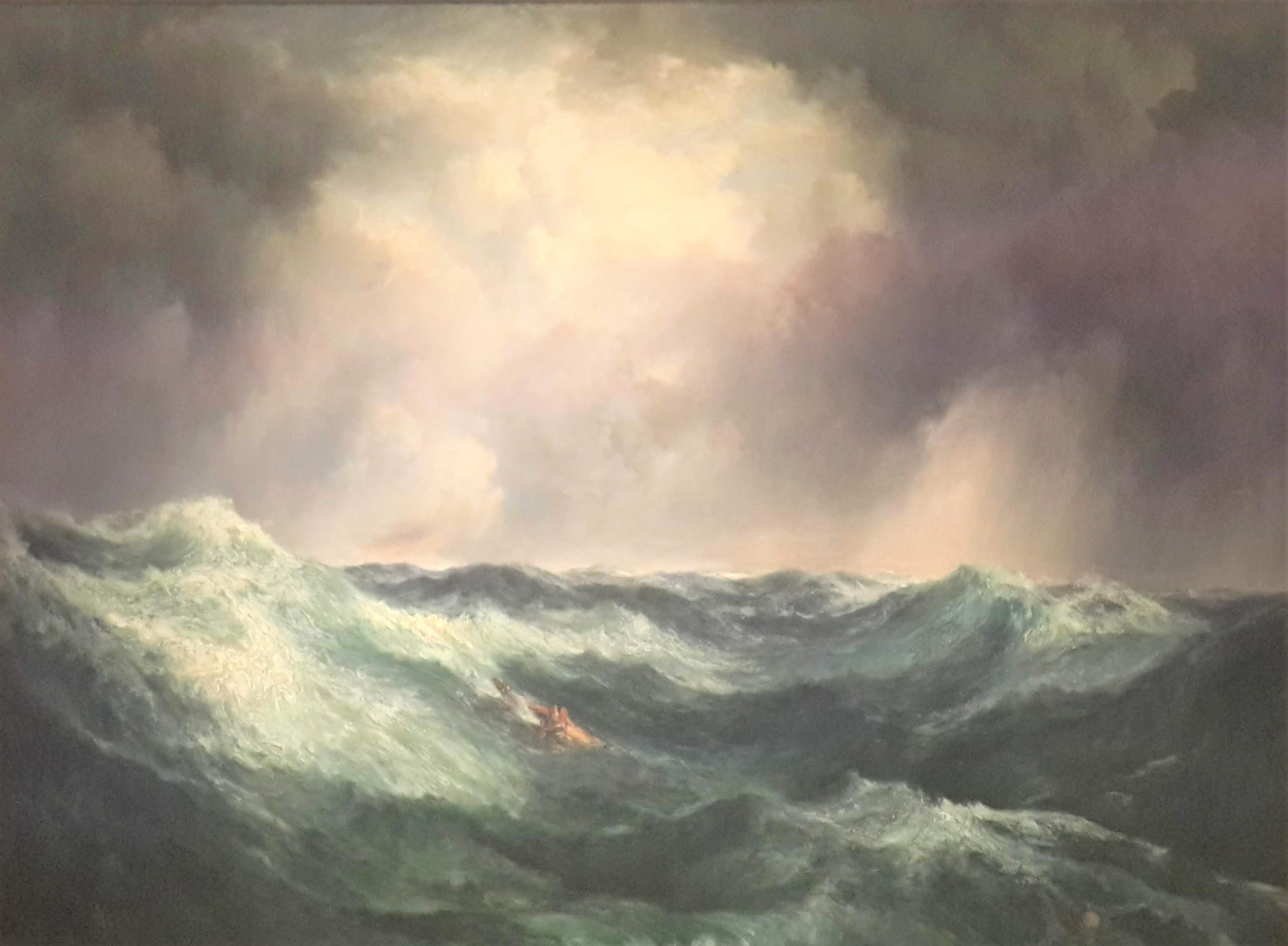
Thomas Moran, Un mar enfadat (1887)
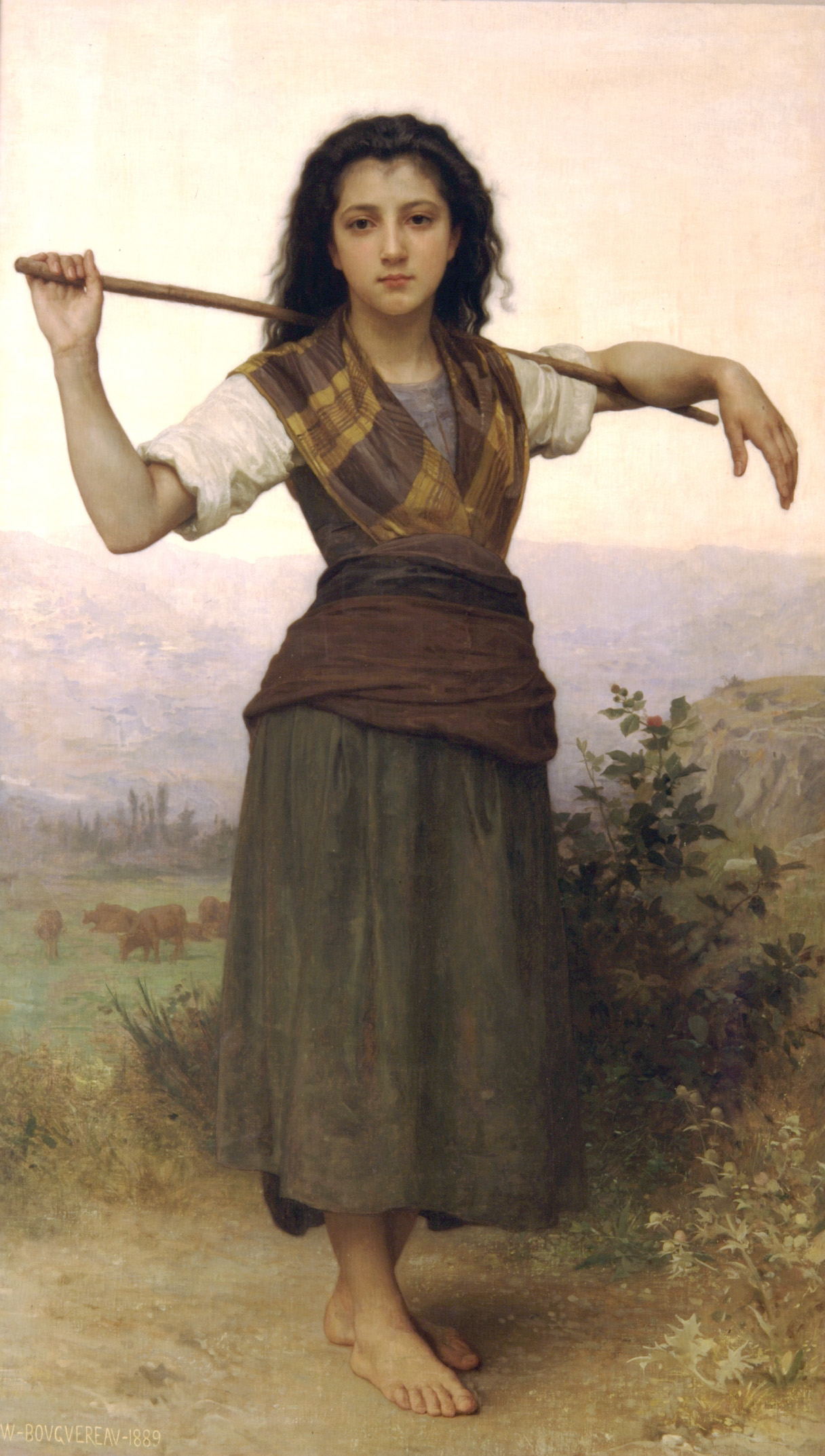
William-Adolphe Bouguereau, The Shepherdess (1889) (1889)
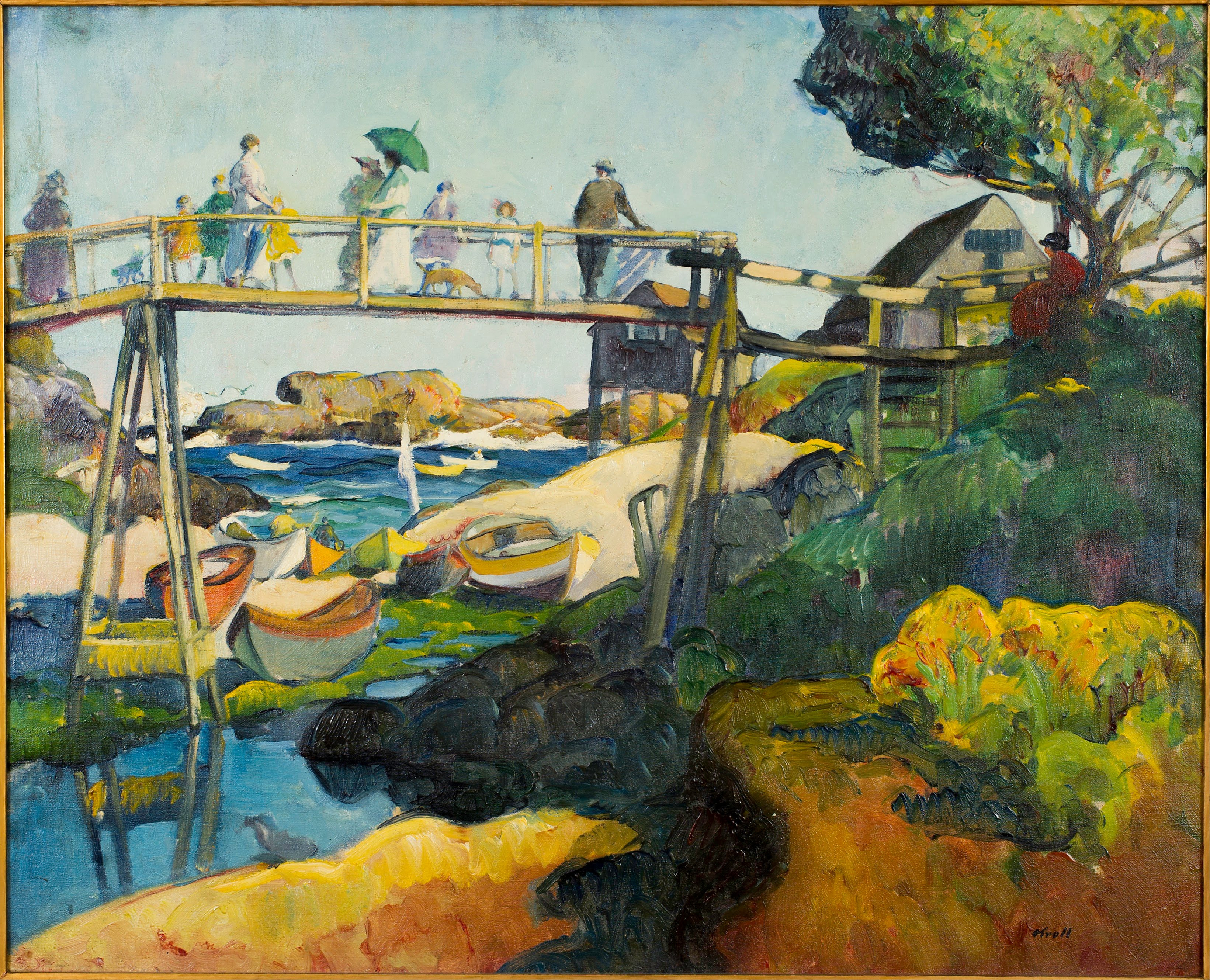
Leon Kroll, El pont gai (1919)
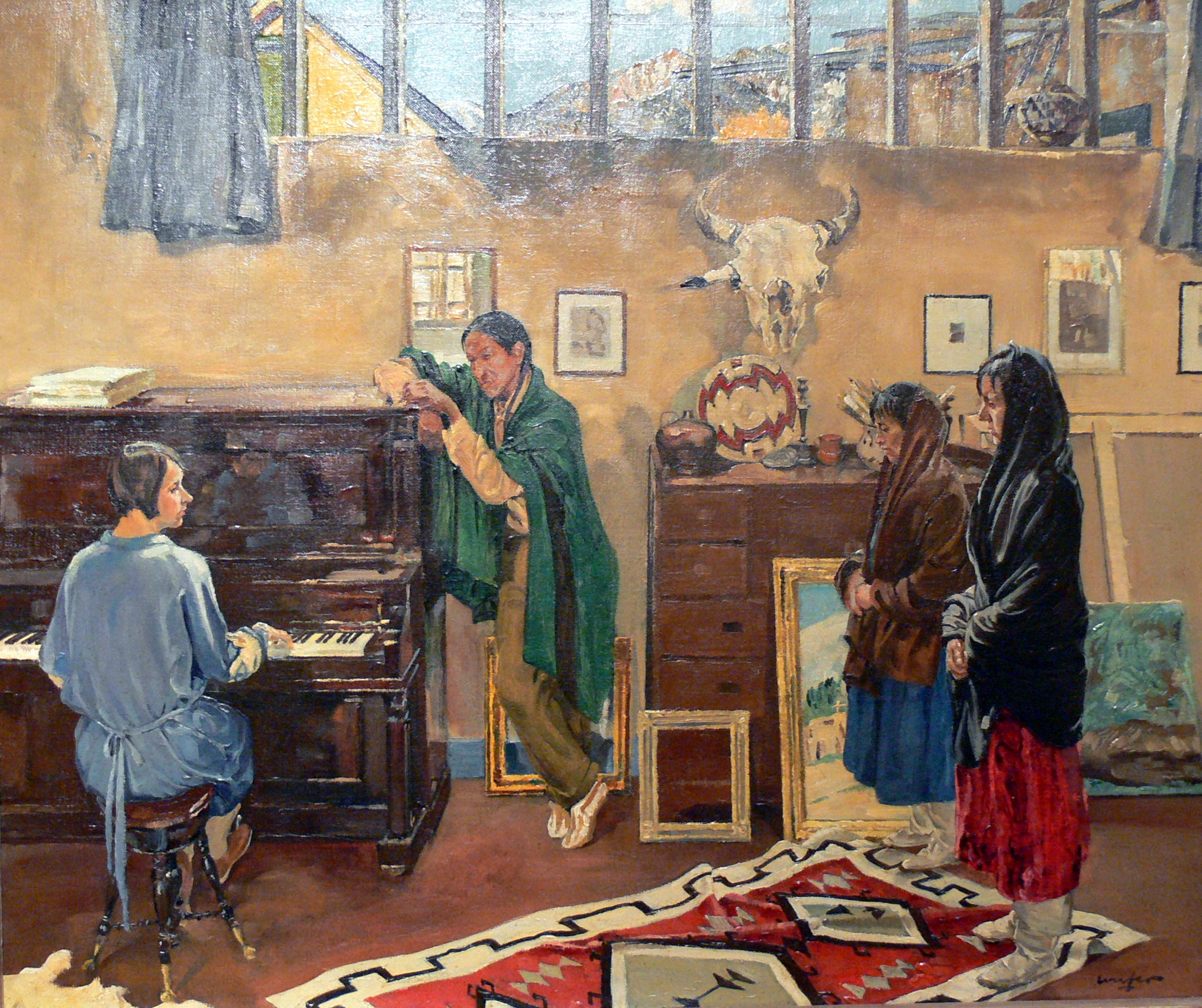
Walter Ufer, Els oients (1920)
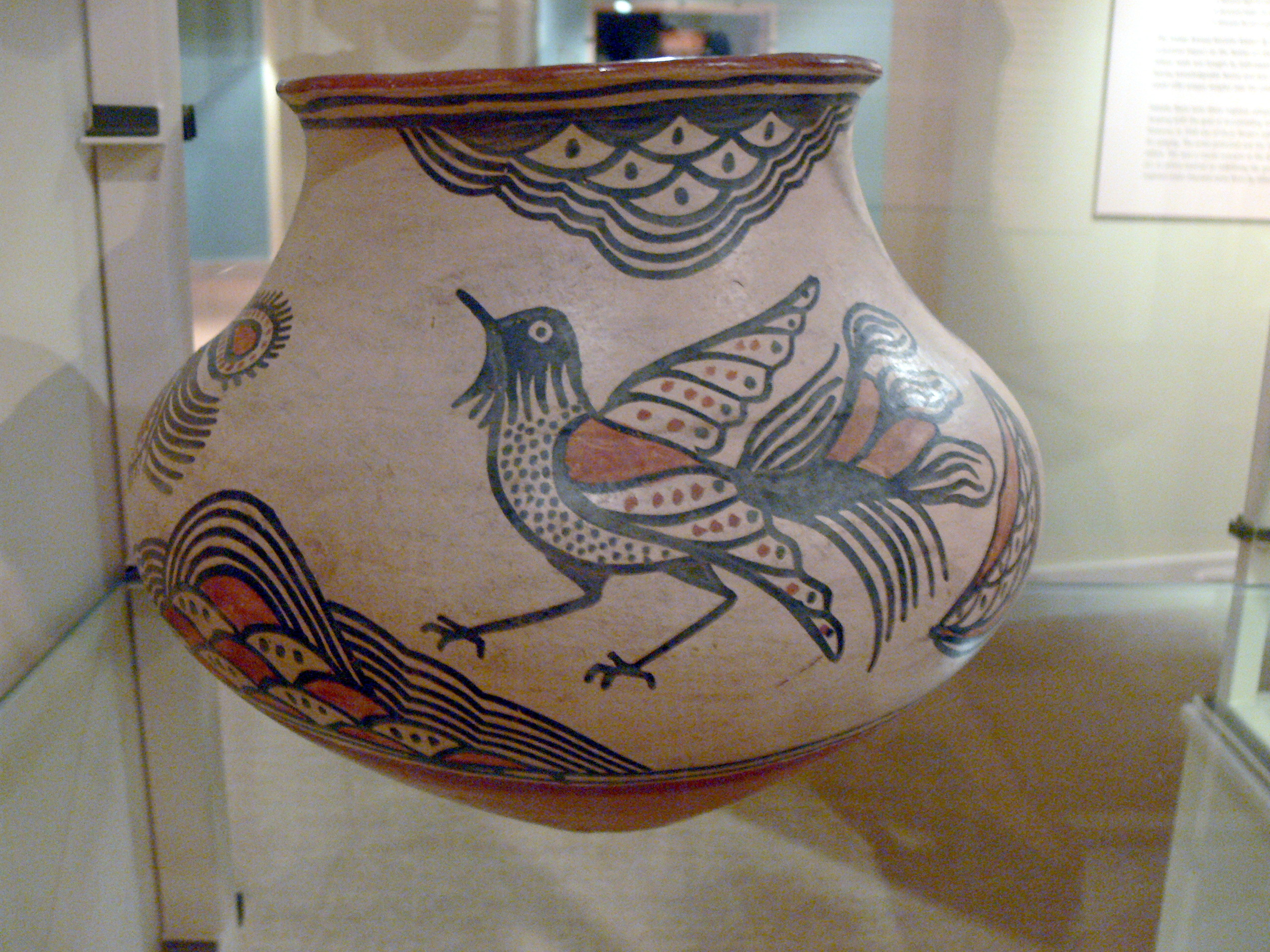
Ceràmica de poble
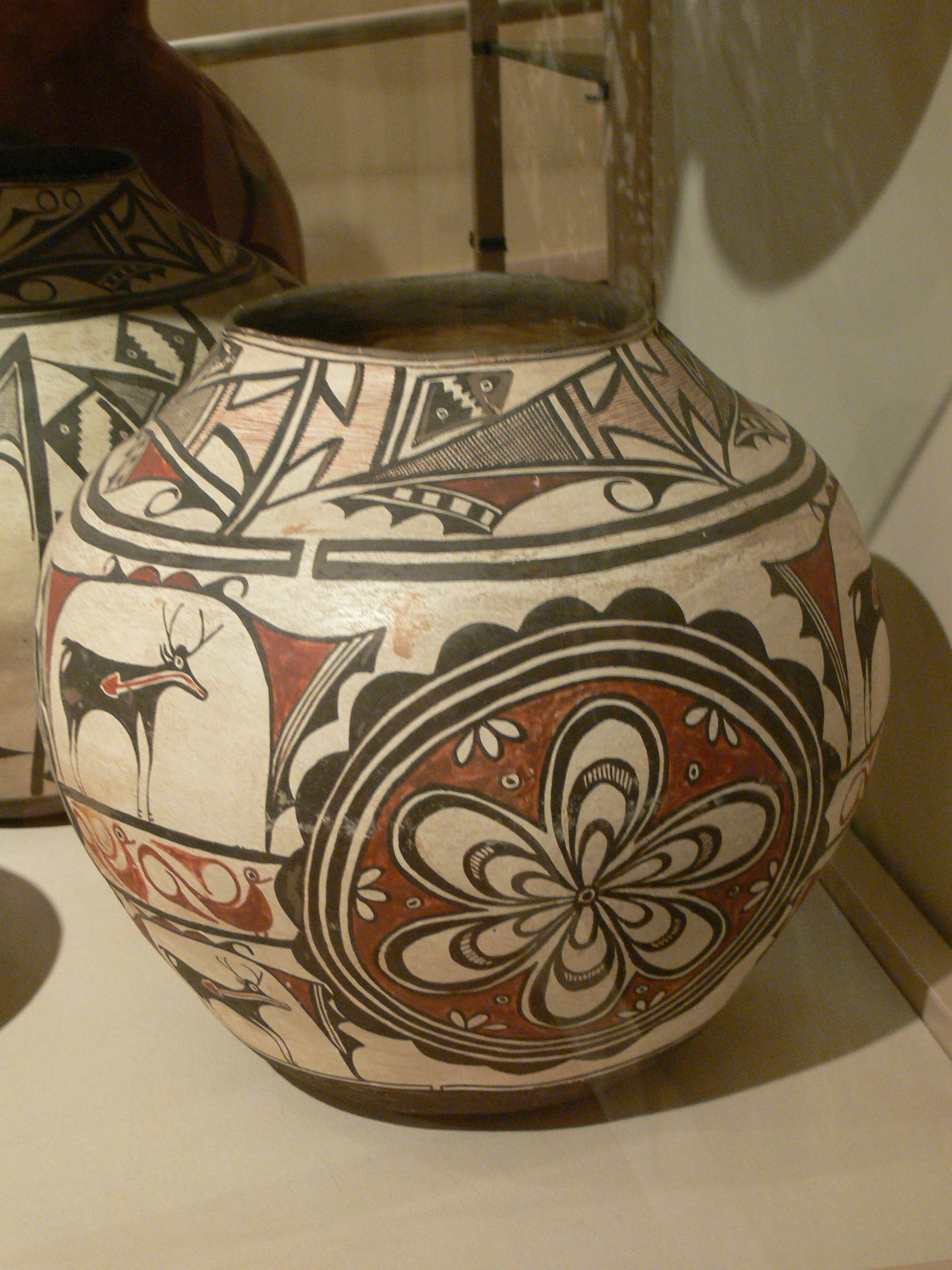
Ceràmica de poble